# 1262 Sniadeckia
1262 Sniadeckia è un asteroide della fascia principale del diametro medio di circa 51,49 km. Scoperto nel 1933, presenta un'orbita caratterizzata da un semiasse maggiore pari a 3,0048971 UA e da un'eccentricità di 0,0106654, inclinata di 13,13417° rispetto all'eclittica.
Il suo nome è in onore del matematico e astronomo polacco Jan Śniadecki.